# Rostislav Alekséyev
Rostislav Yevguénievich Alekséyev Ростислав Евгеньевич Алексеев ingeniero soviético, nacido el 19 de diciembre de 1916 en Novozybkovo, en la región de Briansk y fallecido en 1980. En 1940 se graduó en el Instituto Industrial de Gorki. En 1960 organizó y dirigió la Oficina Central de Diseño de Hidroalas. Ganador de los premios Stalin (1951), Lenin (1962) y del Estado (1984). Sus aportaciones en el campo del diseño de hidroalas fueron importantísimas, siendo además el creador de un nuevo medio de transporte, el ekranoplano una máquina híbrida entre un barco y un avión.